# Spawn (képregény)
Spawn (Al Simmons), „Az Ivadék” egy kitalált szereplő, szuperhős az azonos című Image Comics képregényfüzetekből.
Megalkotója és rajzolója Todd McFarlane, első megjelenése a "Spawn" első száma (1992. május).
Sikere az élőszereplős egész estés mozifilmmel tetőzött 1997-ben, ami azonban nem hozott osztatlan elismerést.[forrás?] Kritizálták a korhoz képest elmaradottnak tekinthető számítógépes effektusokat, valamint az akciójelenetek minőségét.[forrás?]

## Története
Al Simmons míg élt bérgyilkosként dolgozott az USA-nak, de a végzet őt is elérte: tetteiért a pokolra jutott. Alkut köt az ördöggel és a szolgálatába áll, cserébe visszakerül az élők világába. Csakhamar kiderül, hogy a szerződésnek további pontjai is vannak, amiről Al elfelejtett érdeklődni..

## Erők
Spawn teste sűrű nekroplazmából áll, ami szuper erőt és ellenállást ad neki. Bár vannak belső szervei, de nem funkcionálisak. A testében okozott károk rendszerint semmiben nem gátolják őt. (Egy alkalommal Violator kitépte Spawn szívét, aki az első meglepetést követően gond nélkül felállt és folytatta a küzdelmet. )
Spawn egy eleven lényt hord ruhaként: ez Leetha a hetedik Házból (vagyis K7-Leetha), egy ideg-parazita. A köpeny, a szegecsek, a láncok, a koponyák mind az élő organizmus részét képezik, ami Spawn központi idegrendszeréhez kapcsolódik és akkor is védi a gazdáját, ha az öntudatlan.
A kosztüm valódi forrása a Spawn testét alkotó nekroplazma, amiből táplálkozik. A köpeny a fizikai világból is képes elszívni gonosz energiát (gonosztevő emberekből, rovarokból, farkasokból, vagy denevérekből, vagy akár a város egyes gonoszsággal átitatott részeiből).
Az Ivadék széles körű bűvös hatalmakkal rendelkezik. Az 50. részig egy neonzöld kijelző alakjában nyomon követhettük ennek az apadását; a szám 9:9:9:9-ről indult és mindannyiszor csökkent mikor Spawn használta az erejét. A kijelzőtől eltekintve az ereje egyetlen határa Spawn képzelete volt. Habár megpróbálta nem értéktelenül vesztegetni az energiáit különböző mágikus tehetségek széles skáláját mutatta be mint: teleportáció, alakváltás, gyógyítás, a nekroplazmikus energia robbanásai.
Mindezeken túl az Ivadék emlékszik mindarra a szaktudásra, amiben emberként részesült a katonai kiképzés során. Így gyakran a varázslat alternatívájaként használ fegyvereket.

## Magyar nyelvű kiadások

### Semic Interprint
1997-ben indult útjának a magyar nyelvű Spawn képregénysorozat, amely kéthavonta jelent meg, majd több mint hároméves folyamatos kiadás után, 1999-ben szűnt meg. Az irkafűzött kiadásban 2 eredeti szám szerepelt. A sorozat az eredeti megjelenést követte, amerikai számozás szerint a 10. kivételével a 37. számig jelent meg, amit 18 füzetben jelentettek meg.

### Gyűjteményes kiadás
2016. decemberétől keményborítós kiadásban jelenik meg itthon a képregény.
| No. | Cím                     | Tartalom     | Magyar megjelenés |
| --- | ----------------------- | ------------ | ----------------- |
| #1  | Spawn kezdetek 1. kötet | Spawn #1-6   | 2016. december    |
| #2  | Spawn kezdetek 2. kötet | Spawn #7-14  | 2017. március     |
| #3  | Spawn kezdetek 3. kötet | Spawn #15-20 | 2017. június      |
| #4  | Spawn kezdetek 4. kötet | Spawn #21-26 | 2017. június      |
| #5  | Spawn kezdetek 5. kötet | Spawn #27-32 | 2017. november    |
| #6  | Spawn kezdetek 6. kötet | Spawn #33-38 | 2018. február     |
| #7  | Spawn kezdetek 7. kötet | Spawn #39-44 | 2018. május       |